# È proibito ballare
È proibito ballare è una sitcom italiana trasmessa su Rai Uno dal 18 settembre al 19 dicembre 1989 per la regia di Fabrizio Costa e Cesare Bastelli (con la supervisione di Pupi Avati).

## Descrizione
Aldo e Alberto, amici di mezza età ricongiuntisi dopo un lungo soggiorno del primo in America meridionale, aprono un locale dal nome "Al + Al" ingaggiando un'orchestra per suonare musica jazz: lo stesso locale diviene per i due protagonisti, nonché per gli altri frequentatori, un rifugio dalle problematiche della vita quotidiana.

## Episodi
| Stagione       | Episodi | Prima TV |
| -------------- | ------- | -------- |
| Prima stagione | 65      | 1989     |